# Chaetophthalmus alienus
Chaetophthalmus alienus là một loài ruồi trong họ Tachinidae.